# Bênção de animais
A bênção de animais é um ritual presente a algumas religiões para cumprir diferentes propósitos. O acto de abençoar a uma espécie animal, implica um vínculo com o ser humano, seja este um animal de companhia (mascote), de serviço, ganhado ou outros animais domesticados para o uso do sector agropecuário. É uma prática comum na maioria das denominações do cristianismo, bem como também no islão, o judaísmo, o budismo, o sintoísmo, hinduismo, entre outras. Assim mesmo, historicamente, a bênção de um animal prévia às práticas de sacrifício de animais ou rituales onde se lhes utilizam, tem sido considerado como um elemento finque para algumas crenças.
Como parte das celebrações do Dia Mundial dos Animais, a cada 4 de outubro diversas religiões realizam este ritual de diferentes formas. A bênção animal é conceituada como parte das práticas de bem-estar dos animais.

## No cristianismo

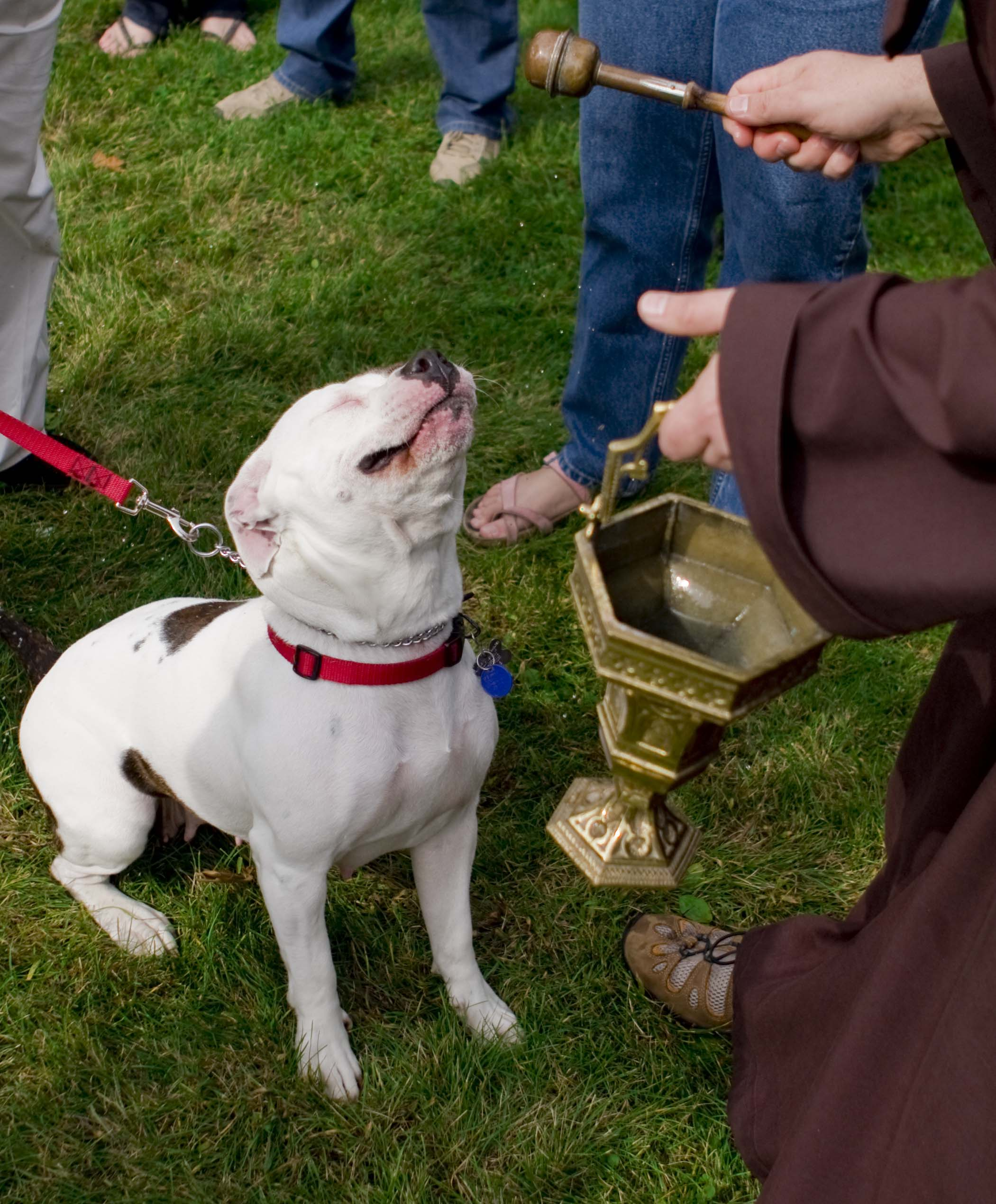
Bênção católica a um cão no Siena College de Nova York, Estados Unidos.

Dentro do catolicismo, é comum realizar bênçãos a animais por parte de sacerdotes, principalmente a animais de estimação e animais que servem de ajuda aos discapacitados, como os cães de assistência. Dito ritual consiste em verter água bendita sobre o corpo do animal, acompanhado de algum rezo ou oração especial para a ocasião. Em alguns países, ditas cerimónias são celebradas a cada 4 de outubro, em comemoração a São Francisco de Assis, quem é conceituado como o santo patrão dos animais, em outros é celebrado os 17 de janeiro, dia em que se comemora a Santo Antão, o Grande. Em algumas congregações e ordens religiosas da Igreja Católica no Brasil, como os Franciscanos, Salesianos e Maristas, organizam eventos para abençoar os animais. Os católicos portugueses também celebram atividades desta natureza, sendo uma das mais conhecidas a bênção dos animais realizada em Santo António de Mixões da Serra, concelho de Vila Verde, no mês de junho de cada ano.
Em outras igrejas cristãs não católicas, como Metodista e Anglicana, se celebram cultos de bênção animal, onde os fiéis levam a seus animais de estimação para que recebam a bênção do pastor ou bispo, dependendo o tipo de congregação.
Em algumas igrejas luteranas é realizada uma “bênção das criaturas de Deus”, que inclui não apenas animais, mas também plantas e jardins.